# 1808 en droit
Cet article présente les faits marquants de l'année 1808 en droit.

## Événements
- Espagne : 
  - 8 juillet : La constitution de Bayonne ou Acte constitutionnel de l’Espagne, est approuvée par une « Assemblée nationale » de soixante-quinze notables espagnols : le régime de monarchie absolue de l'Espagne est remplacé par une monarchie constitutionnelle, d'inspiration napoléonienne[1].
- États-Unis : 
  - 1er janvier : la loi du 2 mars 1807[2] sur l'interdiction de l’importation d’esclaves entre en vigueur.
- France :
  - 17 mars : décret portant organisation de l'Université impériale de France, qui transforme l'École de droit de Paris, créée en 1802, en Nouvelle faculté de droit de Paris[3].
  - 16 novembre : promulgation du Code d’instruction criminelle, recueil de textes juridiques organisant la procédure pénale ; il sera en vigueur jusqu'en 1958 où il est remplacé par le Code de procédure pénale.
- Serbie :
  - fondation de la faculté de droit de l'université de Belgrade[4].

## Décès
- 8 avril : Charles-Louis Pinson de Ménerville, juriste et magistrat français, premier président de la Cour d'Alger de 1874 à 1876 († septembre 1876).